# 612 pr. n. št.

## Dogodki
- Kjaksar in Nabopolasar osvojita Ninive

## Smrti
- Sin-šar-iškun, asirski vladar (* ni znano)